# Tyndall-Effekt

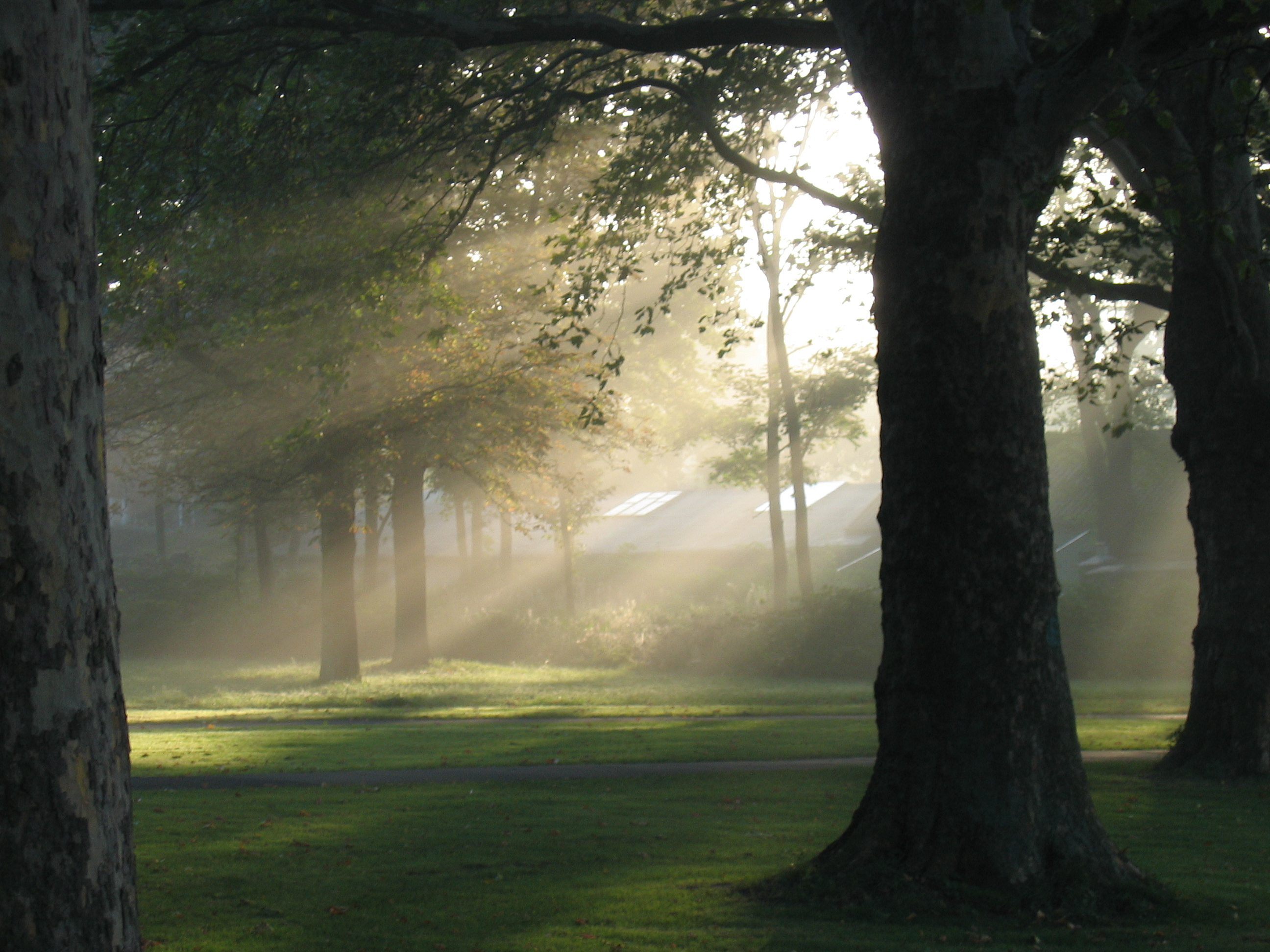
Sonnenstrahlen in leichtem Nebel

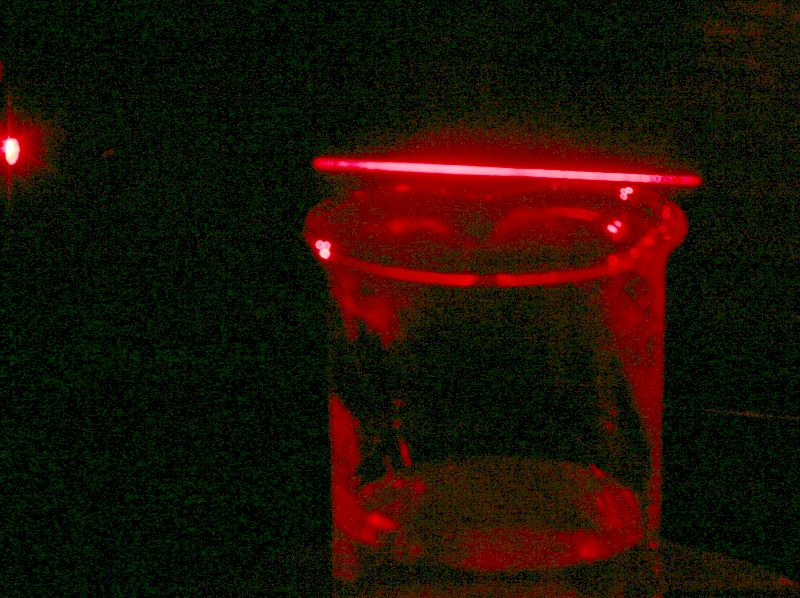
Laserstrahl in Dampfpartikeln

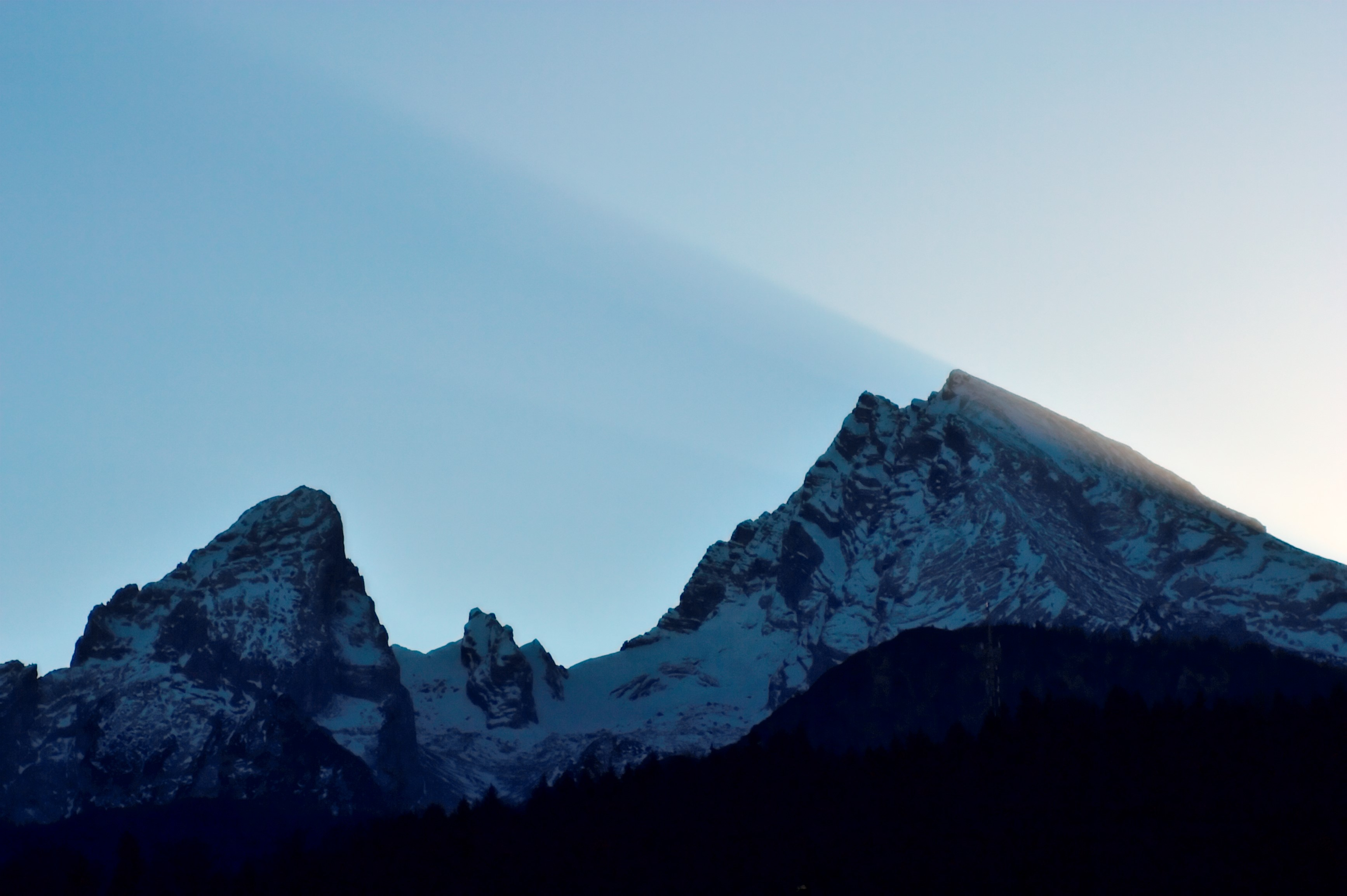
Durch den Tyndall-Effekt sind die Strahlen der tiefstehenden Sonne am Watzmann sichtbar.

Der Tyndall-Effekt [ˈtɪndl-] beschreibt die Streuung von Licht an weniger als 1 μm großen Schwebeteilchen in einem transparenten Medium, die Farberscheinungen hervorrufen, wenn sie kleiner sind als die Wellenlänge des Lichts, und das Medium weißlich trüb erscheinen lassen, wenn sie größer sind.
Sichtbares Licht hat eine Wellenlänge von 400 bis 750 nm. Der Tyndall-Effekt tritt üblicherweise in Dispersionen (Suspensionen) mit Teilchengrößen von etwa 40 bis 900 nm auf.
Licht längerer Wellenlänge (Rottöne) wird dabei weniger gestreut als kurzwelliges bläuliches Licht. Gerichtetes Licht erscheint dadurch in Richtung des Lichtstrahls eher rötlich, während das Streulicht quer zum Strahl eher bläulich wirkt.
Der Effekt ist nach seinem Entdecker John Tyndall benannt, der die Streuung von Licht in kolloiden Lösungen untersucht hat. Als Messgerät dient ein Tyndalloskop bzw. ein Nephelometer.

## Prinzip
Durch die Mie-Streuung des Lichts werden Strahlenbündel seitlich heraus gestreut. Dadurch wird der gesamte Lichtstrahl auch von der Seite her sichtbar. So nimmt man beispielsweise bei Sonnenschein im Dunst oder Nebel sogenannte Strahlenbüschel wahr oder sieht nachts die Lichtkegel (Tyndall-Kegel) von Scheinwerfern in Nebel oder Wolken.
Da der Effekt mit abnehmender Wellenlänge an Intensität zunimmt, ist das Streulicht häufig bläulicher gefärbt als das hindurchtretende Primärlicht. Der Effekt ist allerdings selbst nicht für die blaue Farbe des Himmels verantwortlich. John William Strutt, 3. Baron Rayleigh, postulierte 1899 als erster, dass keine kolloiden Teilchen für das Blau des Himmels benötigt werden, dass vielmehr auch reine Luft die entsprechende Streuung, die nach ihm genannte Rayleigh-Streuung, verursacht. Erst 1918 gelang es seinem Sohn Robert Strutt, 4. Baron Rayleigh (1875–1947), das Himmelsblau in einem Versuch nachzuweisen.

## Anwendungen
Optische Rauchmelder nutzen den Tyndall-Effekt, indem bei Anwesenheit von Rauch-Partikeln Licht aus einem Lichtbündel heraus auf einen lichtempfindlichen Sensor gestreut wird. Bei reiner Luft findet keine Streuung statt und der Sensor kann dementsprechend kein Streulicht detektieren. Ein Alarm wird ausgelöst, sobald das Sensorsignal einen definierten Schwellenwert überschreitet.
In der Augenheilkunde wird dieser Streu-Effekt zur Differenzialdiagnostik genutzt: Wenn man im Augeninneren die Streuung des zur Untersuchung eingesetzten Spaltlampenlichtes beobachtet, stellt dies einen positiven Tyndall-Effekt dar. Er weist auf Schwebeteilchen im Augenkammerwasser hin, beispielsweise können sich dort Proteine ansammeln infolge eines entzündlichen Prozesses der angrenzenden Gewebestrukturen.
Tyndall nutzte den nach ihm benannten Effekt, um im Jahr 1871 die Londoner Luftverschmutzung nachzuweisen und zu quantifizieren.
Bei der Kontrolle von Lösungen gibt der Tyndall-Effekt Auskunft darüber, dass ein Stoff nicht vollständig gelöst ist.